# باستیا اومبرا
باستیا اومبرا (به ایتالیایی: Bastia Umbra) یک کومونه در ایتالیا است که در استان پروجا واقع شده‌است.

## خصوصیات
باستیا اومبرا ۲۷٫۶۲ کیلومترمربع مساحت و ۲۱٬۶۰۰ نفر جمعیت دارد و ۲۰۰ متر بالاتر از سطح دریا واقع شده‌است.

## خواهرخوانده
شهرهای Höchberg، سانت سادورنی د آنیا، Luz-Saint-Sauveur و Karancslapujtő خواهرخوانده‌های باستیا اومبرا هستند.